# Missioni Cosmos 1991-2000
La lista comprende tutti i satelliti lanciati tra il 1991 e il 2000 che hanno ricevuto la denominazione Cosmos, con il relativo vettore. 

## 1991
| Designazione | Nome         | NSSDC ID  | Data         | Lanciatore          | Funzione                                                         |
| ------------ | ------------ | --------- | ------------ | ------------------- | ---------------------------------------------------------------- |
| Cosmos 2121  | Zenit-8      | 1991-004A | 17 gennaio   | Soyuz-U 11A511U     | satellite da ricognizione                                        |
| Cosmos 2122  | US-PM        | 1991-005A | 18 gennaio   | Tsyklon-2 11K69     | satellite da ricognizione radar                                  |
| Cosmos 2123  | Cikada       | 1991-007A | 5 febbraio   | Kosmos-3M 11K65M    | navigazione satellitare                                          |
| Cosmos 2124  | Yantar-4K2   | 1991-008A | 7 febbraio   | Soyuz-U 11A511U     | satellite da ricognizione                                        |
| Cosmos 2125  | Strela-1M    | 1991-009A | 12 febbraio  | Kosmos-3M 11K65M    | satellite per telecomunicazioni militare                         |
| Cosmos 2126  | Strela-1M    | 1991-009B | 12 febbraio  | Kosmos-3M 11K65M    | satellite per telecomunicazioni militare                         |
| Cosmos 2127  | Strela-1M    | 1991-009C | 12 febbraio  | Kosmos-3M 11K65M    | satellite per telecomunicazioni militare                         |
| Cosmos 2128  | Strela-1M    | 1991-009D | 12 febbraio  | Kosmos-3M 11K65M    | satellite per telecomunicazioni militare                         |
| Cosmos 2129  | Strela-1M    | 1991-009E | 12 febbraio  | Kosmos-3M 11K65M    | satellite per telecomunicazioni militare                         |
| Cosmos 2130  | Strela-1M    | 1991-009F | 12 febbraio  | Kosmos-3M 11K65M    | satellite per telecomunicazioni militare                         |
| Cosmos 2131  | Strela-1M    | 1991-009G | 12 febbraio  | Kosmos-3M 11K65M    | satellite per telecomunicazioni militare                         |
| Cosmos 2132  | Strela-1M    | 1991-009H | 12 febbraio  | Kosmos-3M 11K65M    | satellite per telecomunicazioni militare                         |
| Cosmos 2133  | US-KMO       | 1991-010A | 14 febbraio  | Proton-K/DM-2 8K72K | Missile early warning                                            |
| Cosmos 2134  | Yantar-1KFT  | 1991-011A | 15 febbraio  | Soyuz-U 11A511U     | satellite da ricognizione                                        |
| Cosmos 2135  | Parus        | 1991-013A | 26 febbraio  | Kosmos-3M 11K65M    | navigazione satellitare e telecomunicazioni satellitari militare |
| Cosmos 2136  | Zenit-8      | 1991-016A | 6 marzo      | Soyuz-U 11A511U     | satellite da ricognizione                                        |
| Cosmos 2137  | Taifun-1B    | 1991-021A | 19 marzo     | Kosmos-3M 11K65M    | satellite bersaglio per sistemi antiaerei e antimissilistici     |
| Cosmos 2138  | Yantar-4K2   | 1991-023A | 26 marzo     | Soyuz-U 11A511U     | satellite da ricognizione                                        |
| Cosmos 2139  | GLONASS      | 1991-025A | 4 aprile     | Proton-K/DM-2 8K72K | Sistema satellitare globale di navigazione                       |
| Cosmos 2140  | GLONASS      | 1991-025B | 4 aprile     | Proton-K/DM-2 8K72K | Sistema satellitare globale di navigazione                       |
| Cosmos 2141  | GLONASS      | 1991-025C | 4 aprile     | Proton-K/DM-2 8K72K | Sistema satellitare globale di navigazione                       |
| Cosmos 2142  | Parus        | 1991-029A | 16 aprile    | Kosmos-3M 11K65M    | navigazione satellitare e telecomunicazioni satellitari militare |
| Cosmos 2143  | Strela-3     | 1991-033A | 16 maggio    | Tsyklon-3 11K68     | satellite per telecomunicazioni militare                         |
| Cosmos 2144  | Strela-3     | 1991-033B | 16 maggio    | Tsyklon-3 11K68     | satellite per telecomunicazioni militare                         |
| Cosmos 2145  | Strela-3     | 1991-033C | 16 maggio    | Tsyklon-3 11K68     | satellite per telecomunicazioni militare                         |
| Cosmos 2146  | Strela-3     | 1991-033D | 16 maggio    | Tsyklon-3 11K68     | satellite per telecomunicazioni militare                         |
| Cosmos 2147  | Strela-3     | 1991-033E | 16 maggio    | Tsyklon-3 11K68     | satellite per telecomunicazioni militare                         |
| Cosmos 2148  | Strela-3     | 1991-033F | 16 maggio    | Tsyklon-3 11K68     | satellite per telecomunicazioni militare                         |
| Cosmos 2149  | Yantar-4K2   | 1991-036A | 24 maggio    | Soyuz-U 11A511U     | satellite da ricognizione                                        |
| Cosmos 2150  | Strela-2     | 1991-041A | 11 giugno    | Kosmos-3M 11K65M    | satellite per telecomunicazioni militare                         |
| Cosmos 2151  | Tselina-R    | 1991-042A | 13 giugno    | Tsyklon-3 11K68     | satellite militare ELINT                                         |
| Cosmos 2152  | Zenit-8      | 1991-048A | 9 luglio     | Soyuz-U 11A511U     | satellite da ricognizione                                        |
| Cosmos 2153  | Yantar-4KS1M | 1991-049A | 10 luglio    | Soyuz-U 11A511U     | satellite da ricognizione                                        |
| Cosmos 2154  | Parus        | 1991-059A | 22 agosto    | Kosmos-3M 11K65M    | navigazione satellitare e telecomunicazioni satellitari militare |
| Cosmos 2155  | US-KS        | 1991-064A | 13 settembre | Proton-K/DM-2 8K72K | Missile early warning                                            |
| Cosmos 2156  | Yantar-4K2   | 1991-066A | 19 settembre | Soyuz-U 11A511U     | satellite da ricognizione                                        |
| Cosmos 2157  | Strela-3     | 1991-068A | 28 settembre | Tsyklon-3 11K68     | satellite per telecomunicazioni militare                         |
| Cosmos 2158  | Strela-3     | 1991-068B | 28 settembre | Tsyklon-3 11K68     | satellite per telecomunicazioni militare                         |
| Cosmos 2159  | Strela-3     | 1991-068C | 28 settembre | Tsyklon-3 11K68     | satellite per telecomunicazioni militare                         |
| Cosmos 2160  | Strela-3     | 1991-068D | 28 settembre | Tsyklon-3 11K68     | satellite per telecomunicazioni militare                         |
| Cosmos 2161  | Strela-3     | 1991-068E | 28 settembre | Tsyklon-3 11K68     | satellite per telecomunicazioni militare                         |
| Cosmos 2162  | Strela-3     | 1991-068F | 28 settembre | Tsyklon-3 11K68     | satellite per telecomunicazioni militare                         |
| Cosmos 2163  | Orlets-1     | 1991-071A | 9 ottobre    | Soyuz-U2 11A511U2   | satellite da ricognizione                                        |
| Cosmos 2164  | Taifun-1B    | 1991-072A | 10 ottobre   | Kosmos-3M 11K65M    | satellite bersaglio per sistemi antiaerei e antimissilistici     |
| Cosmos 2165  | Strela-3     | 1991-077A | 12 novembre  | Tsyklon-3 11K68     | satellite per telecomunicazioni militare                         |
| Cosmos 2166  | Strela-3     | 1991-077B | 12 novembre  | Tsyklon-3 11K68     | satellite per telecomunicazioni militare                         |
| Cosmos 2167  | Strela-3     | 1991-077C | 12 novembre  | Tsyklon-3 11K68     | satellite per telecomunicazioni militare                         |
| Cosmos 2168  | Strela-3     | 1991-077D | 12 novembre  | Tsyklon-3 11K68     | satellite per telecomunicazioni militare                         |
| Cosmos 2169  | Strela-3     | 1991-077E | 12 novembre  | Tsyklon-3 11K68     | satellite per telecomunicazioni militare                         |
| Cosmos 2170  | Strela-3     | 1991-077F | 12 novembre  | Tsyklon-3 11K68     | satellite per telecomunicazioni militare                         |
| Cosmos 2171  | Yantar-4K2   | 1991-078A | 20 novembre  | Soyuz-U 11A511U     | satellite da ricognizione                                        |
| Cosmos 2172  | Potok        | 1991-079A | 22 novembre  | Proton-K/DM-2 8K72K | satellite per telecomunicazioni militare                         |
| Cosmos 2173  | Parus        | 1991-081A | 27 novembre  | Kosmos-3M 11K65M    | navigazione satellitare e telecomunicazioni satellitari militare |
| Cosmos 2174  | Yantar-1KFT  | 1991-085A | 17 dicembre  | Soyuz-U 11A511U     | satellite da ricognizione                                        |

## 1992
| Designazione | Nome         | NSSDC ID  | Data         | Lanciatore          | Funzione                                                         |
| ------------ | ------------ | --------- | ------------ | ------------------- | ---------------------------------------------------------------- |
| Cosmos 2175  | Yantar-4K2   | 1992-001A | 21 gennaio   | Soyuz-U 11A511U     | satellite da ricognizione                                        |
| Cosmos 2176  | US-K         | 1992-003A | 24 gennaio   | Molniya-M 8K78M     | Missile early warning                                            |
| Cosmos 2177  | GLONASS      | 1992-005A | 29 gennaio   | Proton-K/DM-2 8K72K | Sistema satellitare globale di navigazione                       |
| Cosmos 2178  | GLONASS      | 1992-005B | 29 gennaio   | Proton-K/DM-2 8K72K | Sistema satellitare globale di navigazione                       |
| Cosmos 2179  | GLONASS      | 1992-005C | 29 gennaio   | Proton-K/DM-2 8K72K | Sistema satellitare globale di navigazione                       |
| Cosmos 2180  | Parus        | 1992-008A | 17 febbraio  | Kosmos-3M 11K65M    | navigazione satellitare e telecomunicazioni satellitari militare |
| Cosmos 2181  | Cikada       | 1992-012A | 9 marzo      | Kosmos-3M 11K65M    | navigazione satellitare                                          |
| Cosmos 2182  | Yantar-4K2   | 1992-016A | 1 aprile     | Soyuz-U 11A511U     | satellite da ricognizione                                        |
| Cosmos 2183  | Yantar-4KS1M | 1992-018A | 8 aprile     | Soyuz-U 11A511U     | satellite da ricognizione                                        |
| Cosmos 2184  | Parus        | 1992-020A | 15 aprile    | Kosmos-3M 11K65M    | navigazione satellitare e telecomunicazioni satellitari militare |
| Cosmos 2185  | Yantar-1KFT  | 1992-025A | 29 aprile    | Soyuz-U 11A511U     | satellite da ricognizione                                        |
| Cosmos 2186  | Yantar-4K2   | 1992-029A | 28 maggio    | Soyuz-U 11A511U     | satellite da ricognizione                                        |
| Cosmos 2187  | Strela-1M    | 1992-030A | 3 giugno     | Kosmos-3M 11K65M    | satellite per telecomunicazioni militare                         |
| Cosmos 2188  | Strela-1M    | 1992-030B | 3 giugno     | Kosmos-3M 11K65M    | satellite per telecomunicazioni militare                         |
| Cosmos 2189  | Strela-1M    | 1992-030C | 3 giugno     | Kosmos-3M 11K65M    | satellite per telecomunicazioni militare                         |
| Cosmos 2190  | Strela-1M    | 1992-030D | 3 giugno     | Kosmos-3M 11K65M    | satellite per telecomunicazioni militare                         |
| Cosmos 2191  | Strela-1M    | 1992-030E | 3 giugno     | Kosmos-3M 11K65M    | satellite per telecomunicazioni militare                         |
| Cosmos 2192  | Strela-1M    | 1992-030F | 3 giugno     | Kosmos-3M 11K65M    | satellite per telecomunicazioni militare                         |
| Cosmos 2193  | Strela-1M    | 1992-030G | 3 giugno     | Kosmos-3M 11K65M    | satellite per telecomunicazioni militare                         |
| Cosmos 2194  | Strela-1M    | 1992-030H | 3 giugno     | Kosmos-3M 11K65M    | satellite per telecomunicazioni militare                         |
| Cosmos 2195  | Parus        | 1992-036A | 1 luglio     | Kosmos-3M 11K65M    | navigazione satellitare e telecomunicazioni satellitari militare |
| Cosmos 2196  | US-K         | 1992-040A | 8 luglio     | Molniya-M 8K78M     | Missile early warning                                            |
| Cosmos 2197  | Strela-3     | 1992-042A | 13 luglio    | Tsyklon-3 11K68     | satellite per telecomunicazioni militare                         |
| Cosmos 2198  | Strela-3     | 1992-042B | 13 luglio    | Tsyklon-3 11K68     | satellite per telecomunicazioni militare                         |
| Cosmos 2199  | Gonets-D     | 1992-042C | 13 luglio    | Tsyklon-3 11K68     | Geodesia satellitare                                             |
| Cosmos 2200  | Strela-3     | 1992-042D | 13 luglio    | Tsyklon-3 11K68     | satellite per telecomunicazioni militare                         |
| Cosmos 2201  | Gonets-D     | 1992-042E | 13 luglio    | Tsyklon-3 11K68     | Geodesia satellitare                                             |
| Cosmos 2202  | Strela-3     | 1992-042F | 13 luglio    | Tsyklon-3 11K68     | satellite per telecomunicazioni militare                         |
| Cosmos 2203  | Yantar-4K2   | 1992-045A | 24 luglio    | Soyuz-U 11A511U     | satellite da ricognizione                                        |
| Cosmos 2204  | GLONASS      | 1992-047A | 30 luglio    | Proton-K/DM-2 8K72K | Sistema satellitare globale di navigazione                       |
| Cosmos 2205  | GLONASS      | 1992-047B | 30 luglio    | Proton-K/DM-2 8K72K | Sistema satellitare globale di navigazione                       |
| Cosmos 2206  | GLONASS      | 1992-047C | 30 luglio    | Proton-K/DM-2 8K72K | Sistema satellitare globale di navigazione                       |
| Cosmos 2207  | Zenit-8      | 1992-048A | 30 luglio    | Soyuz-U 11A511U     | satellite da ricognizione                                        |
| Cosmos 2208  | Strela-2     | 1992-053A | 12 agosto    | Kosmos-3M 11K65M    | satellite per telecomunicazioni militare                         |
| Cosmos 2209  | US-KS        | 1992-059A | 10 settembre | Proton-K/DM-2 8K72K | Missile early warning                                            |
| Cosmos 2210  | Yantar-4K2   | 1992-062A | 22 settembre | Soyuz-U 11A511U     | satellite da ricognizione                                        |
| Cosmos 2211  | Strela-3     | 1992-068A | 20 ottobre   | Tsyklon-3 11K68     | satellite per telecomunicazioni militare                         |
| Cosmos 2212  | Strela-3     | 1992-068B | 20 ottobre   | Tsyklon-3 11K68     | satellite per telecomunicazioni militare                         |
| Cosmos 2213  | Strela-3     | 1992-068C | 20 ottobre   | Tsyklon-3 11K68     | satellite per telecomunicazioni militare                         |
| Cosmos 2214  | Strela-3     | 1992-068D | 20 ottobre   | Tsyklon-3 11K68     | satellite per telecomunicazioni militare                         |
| Cosmos 2215  | Strela-3     | 1992-068E | 20 ottobre   | Tsyklon-3 11K68     | satellite per telecomunicazioni militare                         |
| Cosmos 2216  | Strela-3     | 1992-068F | 20 ottobre   | Tsyklon-3 11K68     | satellite per telecomunicazioni militare                         |
| Cosmos 2217  | US-K         | 1992-069A | 21 ottobre   | Molniya-M 8K78M     | Missile early warning                                            |
| Cosmos 2218  | Parus        | 1992-073A | 29 ottobre   | Kosmos-3M 11K65M    | navigazione satellitare e telecomunicazioni satellitari militare |
| Cosmos 2219  | Tselina-2    | 1992-076A | 17 novembre  | Zenit-2 11K77       | satellite militare ELINT                                         |
| Cosmos 2220  | Yantar-4K2   | 1992-077A | 20 novembre  | Soyuz-U 11A511U     | satellite da ricognizione                                        |
| Cosmos 2221  | Tselina-D    | 1992-080A | 24 novembre  | Tsyklon-3 11K68     | satellite militare ELINT                                         |
| Cosmos 2222  | US-K         | 1992-081A | 25 novembre  | Molniya-M 8K78M     | Missile early warning                                            |
| Cosmos 2223  | Yantar-4KS1M | 1992-087A | 9 dicembre   | Soyuz-U 11A511U     | satellite da ricognizione                                        |
| Cosmos 2224  | US-KMO       | 1992-088A | 17 dicembre  | Proton-K/DM-2 8K72K | Missile early warning                                            |
| Cosmos 2225  | Orlets-1     | 1992-091A | 22 dicembre  | Soyuz-U 11A511U     | satellite da ricognizione                                        |
| Cosmos 2226  | Geo-IK       | 1992-092A | 22 dicembre  | Tsyklon-3 11K68     | Geodesia satellitare                                             |
| Cosmos 2227  | Tselina-2    | 1992-093A | 25 dicembre  | Zenit-2 11K77       | satellite militare ELINT                                         |
| Cosmos 2228  | Tselina-D    | 1992-094A | 25 dicembre  | Tsyklon-3 11K68     | satellite militare ELINT                                         |
| Cosmos 2229  | Bion         |           | 29 dicembre  | Soyuz-U 11A511U     | satellite scientifico                                            |

## 1993
| Designazione | Nome         | NSSDC ID  | Data         | Lanciatore          | Funzione                                                         |
| ------------ | ------------ | --------- | ------------ | ------------------- | ---------------------------------------------------------------- |
| Cosmos 2230  | Cikada       | 1993-001A | 12 gennaio   | Kosmos-3M 11K65M    | navigazione satellitare                                          |
| Cosmos 2231  | Yantar-4K2   | 1993-004A | 19 gennaio   | Soyuz-U 11A511U     | satellite da ricognizione                                        |
| Cosmos 2232  | US-K         | 1993-006A | 26 gennaio   | Molniya-M 8K78M     | Missile early warning                                            |
| Cosmos 2233  | Parus        | 1993-008A | 9 febbraio   | Kosmos-3M 11K65M    | navigazione satellitare e telecomunicazioni satellitari militare |
| Cosmos 2234  | GLONASS      | 1993-010A | 17 febbraio  | Proton-K/DM-2 8K72K | Sistema satellitare globale di navigazione                       |
| Cosmos 2235  | GLONASS      | 1993-010B | 17 febbraio  | Proton-K/DM-2 8K72K | Sistema satellitare globale di navigazione                       |
| Cosmos 2236  | GLONASS      | 1993-010C | 17 febbraio  | Proton-K/DM-2 8K72K | Sistema satellitare globale di navigazione                       |
| Cosmos 2237  | Tselina-2    | 1993-016A | 26 marzo     | Zenit-2 11K77       | satellite militare ELINT                                         |
| Cosmos 2238  | US-PM        | 1993-018A | 30 marzo     | Tsyklon-2 11K69     | satellite da ricognizione radar                                  |
| Cosmos 2239  | Parus        | 1993-020A | 1 aprile     | Kosmos-3M 11K65M    | navigazione satellitare e telecomunicazioni satellitari militare |
| Cosmos 2240  | Yantar-4K2   | 1993-021A | 2 aprile     | Soyuz-U 11A511U     | satellite da ricognizione                                        |
| Cosmos 2241  | US-K         | 1993-022A | 6 aprile     | Molniya-M 8K78M     | Missile early warning                                            |
| Cosmos 2242  | Tselina-R    | 1993-024A | 16 aprile    | Tsyklon-3 11K68     | satellite militare ELINT                                         |
| Cosmos 2243  | Yantar-1KFT  | 1993-028A | 27 aprile    | Soyuz-U 11A511U     | satellite da ricognizione                                        |
| Cosmos 2244  | US-PU        | 1993-029A | 28 aprile    | Tsyklon-2 11K69     | satellite da ricognizione radar                                  |
| Cosmos 2245  | Strela-3     | 1993-030A | 11 maggio    | Tsyklon-3 11K68     | satellite per telecomunicazioni militare                         |
| Cosmos 2246  | Strela-3     | 1993-030B | 11 maggio    | Tsyklon-3 11K68     | satellite per telecomunicazioni militare                         |
| Cosmos 2247  | Strela-3     | 1993-030C | 11 maggio    | Tsyklon-3 11K68     | satellite per telecomunicazioni militare                         |
| Cosmos 2248  | Strela-3     | 1993-030D | 11 maggio    | Tsyklon-3 11K68     | satellite per telecomunicazioni militare                         |
| Cosmos 2249  | Strela-3     | 1993-030E | 11 maggio    | Tsyklon-3 11K68     | satellite per telecomunicazioni militare                         |
| Cosmos 2250  | Strela-3     | 1993-030F | 11 maggio    | Tsyklon-3 11K68     | satellite per telecomunicazioni militare                         |
| Cosmos 2251  | Strela-2     | 1993-036A | 16 giugno    | Kosmos-3M 11K65M    | satellite per telecomunicazioni militare                         |
| Cosmos 2252  | Strela-3     | 1993-038A | 24 giugno    | Tsyklon-3 11K68     | satellite per telecomunicazioni militare                         |
| Cosmos 2253  | Strela-3     | 1993-038B | 24 giugno    | Tsyklon-3 11K68     | satellite per telecomunicazioni militare                         |
| Cosmos 2254  | Strela-3     | 1993-038C | 24 giugno    | Tsyklon-3 11K68     | satellite per telecomunicazioni militare                         |
| Cosmos 2255  | Strela-3     | 1993-038D | 24 giugno    | Tsyklon-3 11K68     | satellite per telecomunicazioni militare                         |
| Cosmos 2256  | Strela-3     | 1993-038E | 24 giugno    | Tsyklon-3 11K68     | satellite per telecomunicazioni militare                         |
| Cosmos 2257  | Strela-3     | 1993-038F | 24 giugno    | Tsyklon-3 11K68     | satellite per telecomunicazioni militare                         |
| Cosmos 2258  | US-PU        | 1993-044A | 7 luglio     | Tsyklon-2 11K69     | satellite da ricognizione radar                                  |
| Cosmos 2259  | Yantar-4K2   | 1993-045A | 14 luglio    | Soyuz-U 11A511U     | satellite da ricognizione                                        |
| Cosmos 2260  | Resurs-T     | 1993-047A | 22 luglio    | Soyuz-U 11A511U     | satellite per l'osservazione della Terra                         |
| Cosmos 2261  | US-K         | 1993-051A | 10 agosto    | Molniya-M/2BL 8K78M | Missile early warning                                            |
| Cosmos 2262  | Orlets-1     | 1993-057A | 7 settembre  | Soyuz-U2 11A511U2   | satellite da ricognizione                                        |
| Cosmos 2263  | Tselina-2    | 1993-059A | 16 settembre | Zenit-2 11K77       | satellite militare ELINT                                         |
| Cosmos 2264  | US-PU        | 1993-060A | 17 settembre | Tsyklon-2 11K69     | satellite da ricognizione radar                                  |
| Cosmos 2265  | Taifun-1B    | 1993-067A | 26 ottobre   | Kosmos-3M 11K65M    | satellite bersaglio per sistemi antiaerei e antimissilistici     |
| Cosmos 2266  | Parus        | 1993-070A | 2 novembre   | Kosmos-3M 11K65M    | navigazione satellitare e telecomunicazioni satellitari militare |
| Cosmos 2267  | Yantar-4KS1M | 1993-071A | 5 novembre   | Soyuz-U 11A511U     | satellite da ricognizione                                        |

## 1994
| Designazione | Nome         | NSSDC ID  | Data         | Lanciatore          | Funzione                                                         |
| ------------ | ------------ | --------- | ------------ | ------------------- | ---------------------------------------------------------------- |
| Cosmos 2268  | Strela-3     | 1994-011A | 12 febbraio  | Tsyklon-3 11K68     | satellite per telecomunicazioni militare                         |
| Cosmos 2269  | Strela-3     | 1994-011B | 12 febbraio  | Tsyklon-3 11K68     | satellite per telecomunicazioni militare                         |
| Cosmos 2270  | Strela-3     | 1994-011C | 12 febbraio  | Tsyklon-3 11K68     | satellite per telecomunicazioni militare                         |
| Cosmos 2271  | Strela-3     | 1994-011D | 12 febbraio  | Tsyklon-3 11K68     | satellite per telecomunicazioni militare                         |
| Cosmos 2272  | Strela-3     | 1994-011E | 12 febbraio  | Tsyklon-3 11K68     | satellite per telecomunicazioni militare                         |
| Cosmos 2273  | Strela-3     | 1994-011F | 12 febbraio  | Tsyklon-3 11K68     | satellite per telecomunicazioni militare                         |
| Cosmos 2274  | Yantar-4K2   | 1994-018A | 17 marzo     | Soyuz-U 11A511U     | satellite da ricognizione                                        |
| Cosmos 2275  | GLONASS      | 1994-021A | 11 aprile    | Proton-K/DM-2 8K72K | Sistema satellitare globale di navigazione                       |
| Cosmos 2276  | GLONASS      | 1994-021B | 11 aprile    | Proton-K/DM-2 8K72K | Sistema satellitare globale di navigazione                       |
| Cosmos 2277  | GLONASS      | 1994-021C | 11 aprile    | Proton-K/DM-2 8K72K | Sistema satellitare globale di navigazione                       |
| Cosmos 2278  | Tselina-2    | 1994-023A | 23 aprile    | Zenit-2 11K77       | satellite militare ELINT                                         |
| Cosmos 2279  | Parus        | 1994-024A | 26 aprile    | Kosmos-3M 11K65M    | navigazione satellitare e telecomunicazioni satellitari militare |
| Cosmos 2280  | Yantar-4KS1M | 1994-025A | 28 aprile    | Soyuz-U 11A511U     | satellite da ricognizione                                        |
| Cosmos 2281  | Zenit-8      | 1994-032A | 7 giugno     | Soyuz-U 11A511U     | satellite da ricognizione                                        |
| Cosmos 2282  | US-KMO       | 1994-038A | 6 luglio     | Proton-K/DM-2 8K72K | Missile early warning                                            |
| Cosmos 2283  | Yantar-4K2   | 1994-042A | 20 luglio    | Soyuz-U 11A511U     | satellite da ricognizione                                        |
| Cosmos 2284  | Yantar-1KFT  | 1994-044A | 29 luglio    | Soyuz-U 11A511U     | satellite da ricognizione                                        |
| Cosmos 2285  | Obzor        | 1994-045A | 2 agosto     | Kosmos-3M 11K65M    | satellite per osservazione della Terra                           |
| Cosmos 2286  | US-K         | 1994-048A | 5 agosto     | Molniya-M/2BL 8K78M | Missile early warning                                            |
| Cosmos 2287  | GLONASS      | 1994-050A | 11 agosto    | Proton-K/DM-2 8K72K | Sistema satellitare globale di navigazione                       |
| Cosmos 2288  | GLONASS      | 1994-050B | 11 agosto    | Proton-K/DM-2 8K72K | Sistema satellitare globale di navigazione                       |
| Cosmos 2289  | GLONASS      | 1994-050C | 11 agosto    | Proton-K/DM-2 8K72K | Sistema satellitare globale di navigazione                       |
| Cosmos 2290  | Orlets-2     | 1994-053A | 26 agosto    | Zenit-2 11K77       | satellite da ricognizione                                        |
| Cosmos 2291  | Potok        | 1994-060A | 21 settembre | Proton-K/DM-2 8K72K | satellite per telecomunicazioni militare                         |
| Cosmos 2292  | Taifun-1     | 1994-061A | 27 settembre | Kosmos-3M 11K65M    | satellite bersaglio per sistemi antiaerei e antimissilistici     |
| Cosmos 2293  | US-PU        | 1994-072A | 2 novembre   | Tsyklon-2 11K69     | satellite da ricognizione radar                                  |
| Cosmos 2294  | GLONASS      | 1994-076A | 20 novembre  | Proton-K/DM-2 8K72K | Sistema satellitare globale di navigazione                       |
| Cosmos 2295  | GLONASS      | 1994-076B | 20 novembre  | Proton-K/DM-2 8K72K | Sistema satellitare globale di navigazione                       |
| Cosmos 2296  | GLONASS      | 1994-076C | 20 novembre  | Proton-K/DM-2 8K72K | Sistema satellitare globale di navigazione                       |
| Cosmos 2297  | Tselina-2    | 1994-077A | 24 novembre  | Zenit-2 11K77       | satellite militare ELINT                                         |
| Cosmos 2298  | Strela-2     | 1994-083A | 20 dicembre  | Kosmos-3M 11K65M    | satellite per telecomunicazioni militare                         |
| Cosmos 2299  | Strela-3     | 1994-086A | 26 dicembre  | Tsyklon-3 11K68     | satellite per telecomunicazioni militare                         |
| Cosmos 2300  | Strela-3     | 1994-086B | 26 dicembre  | Tsyklon-3 11K68     | satellite per telecomunicazioni militare                         |
| Cosmos 2301  | Strela-3     | 1994-086C | 26 dicembre  | Tsyklon-3 11K68     | satellite per telecomunicazioni militare                         |
| Cosmos 2302  | Strela-3     | 1994-086D | 26 dicembre  | Tsyklon-3 11K68     | satellite per telecomunicazioni militare                         |
| Cosmos 2303  | Strela-3     | 1994-086E | 26 dicembre  | Tsyklon-3 11K68     | satellite per telecomunicazioni militare                         |
| Cosmos 2304  | Strela-3     | 1994-086F | 26 dicembre  | Tsyklon-3 11K68     | satellite per telecomunicazioni militare                         |
| Cosmos 2305  | Yantar-4KS1M | 1994-088A | 29 dicembre  | Soyuz-U 11A511U     | satellite da ricognizione                                        |

## 1995
| Designazione | Nome         | NSSDC ID  | Data         | Lanciatore          | Funzione                                                         |
| ------------ | ------------ | --------- | ------------ | ------------------- | ---------------------------------------------------------------- |
| Cosmos 2306  | Romb         | 1995-008A | 2 marzo      | Kosmos-3M 11K65M    | satellite bersaglio per sistemi antiaerei e antimissilistici     |
| Cosmos 2307  | GLONASS      | 1995-009C | 7 marzo      | Proton-K/DM-2 8K72K | Sistema satellitare globale di navigazione                       |
| Cosmos 2308  | GLONASS      | 1995-009A | 7 marzo      | Proton-K/DM-2 8K72K | Sistema satellitare globale di navigazione                       |
| Cosmos 2309  | GLONASS      | 1995-009B | 7 marzo      | Proton-K/DM-2 8K72K | Sistema satellitare globale di navigazione                       |
| Cosmos 2310  | Parus        | 1995-012A | 22 marzo     | Kosmos-3M 11K65M    | navigazione satellitare e telecomunicazioni satellitari militare |
| Cosmos 2311  | Yantar-4K2   | 1995-014A | 22 marzo     | Soyuz-U 11A511U     | satellite da ricognizione                                        |
| Cosmos 2312  | US-K         | 1995-026A | 24 maggio    | Molniya-M/2BL 8K78M | Missile early warning                                            |
| Cosmos 2313  | US-PU        | 1995-028A | 8 giugno     | Tsyklon-2 11K69     | satellite da ricognizione radar                                  |
| Cosmos 2314  | Yantar-4K2   | 1995-031A | 28 giugno    | Soyuz-U 11A511U     | satellite da ricognizione                                        |
| Cosmos 2315  | Nadezhda     | 1995-032A | 5 luglio     | Kosmos-3M 11K65M    | navigazione satellitare militare                                 |
| Cosmos 2316  | GLONASS      | 1995-037A | 24 luglio    | Proton-K/DM-2 8K72K | Sistema satellitare globale di navigazione                       |
| Cosmos 2317  | GLONASS      | 1995-037B | 24 luglio    | Proton-K/DM-2 8K72K | Sistema satellitare globale di navigazione                       |
| Cosmos 2318  | GLONASS      | 1995-037C | 24 luglio    | Proton-K/DM-2 8K72K | Sistema satellitare globale di navigazione                       |
| Cosmos 2319  | Potok        | 1995-045A | 30 agosto    | Proton-K/DM-2 8K72K | satellite per telecomunicazioni militare                         |
| Cosmos 2320  | Yantar-4KS1M | 1995-051A | 29 settembre | Soyuz-U 11A511U     | satellite da ricognizione                                        |
| Cosmos 2321  | Parus        | 1995-052A | 6 ottobre    | Kosmos-3M 11K65M    | navigazione satellitare e telecomunicazioni satellitari militare |
| Cosmos 2322  | Tselina-2    | 1995-058A | 31 ottobre   | Zenit-2 11K77       | satellite militare ELINT                                         |
| Cosmos 2323  | GLONASS      | 1995-068A | 14 dicembre  | Proton-K/DM-2 8K72K | Sistema satellitare globale di navigazione                       |
| Cosmos 2324  | GLONASS      | 1995-068B | 14 dicembre  | Proton-K/DM-2 8K72K | Sistema satellitare globale di navigazione                       |
| Cosmos 2325  | GLONASS      | 1995-068C | 14 dicembre  | Proton-K/DM-2 8K72K | Sistema satellitare globale di navigazione                       |
| Cosmos 2326  | US-PU        | 1995-071A | 20 dicembre  | Tsyklon-2 11K69     | satellite da ricognizione radar                                  |

## 1996
| Designazione | Nome       | NSSDC ID  | Data        | Lanciatore       | Funzione                                                         |
| ------------ | ---------- | --------- | ----------- | ---------------- | ---------------------------------------------------------------- |
| Cosmos 2327  | Parus      | 1996-004A | 16 gennaio  | Kosmos-3M 11K65M | navigazione satellitare e telecomunicazioni satellitari militare |
| Cosmos 2328  | Strela-3   | 1996-009D | 19 febbraio | Tsyklon-3 11K68  | satellite per telecomunicazioni militare                         |
| Cosmos 2329  | Strela-3   | 1996-009E | 19 febbraio | Tsyklon-3 11K68  | satellite per telecomunicazioni militare                         |
| Cosmos 2330  | Strela-3   | 1996-009F | 19 febbraio | Tsyklon-3 11K68  | satellite per telecomunicazioni militare                         |
| Cosmos 2331  | Yantar-4K2 | 1996-016A | 14 marzo    | Soyuz-U 11A511U  | satellite da ricognizione                                        |
| Cosmos 2332  | Taifun-1B  | 1996-025A | 24 aprile   | Kosmos-3M 11K65M | satellite bersaglio per sistemi antiaerei e antimissilistici     |
| Cosmos 2333  | Tselina-2  | 1996-051A | 4 settembre | Zenit-2 11K77    | satellite militare ELINT                                         |
| Cosmos 2334  | Parus      | 1996-052A | 5 settembre | Kosmos-3M 11K65M | navigazione satellitare e telecomunicazioni satellitari militare |
| Cosmos 2335  | US-PU      | 1996-069A | 11 dicembre | Tsyklon-2 11K69  | satellite da ricognizione radar                                  |
| Cosmos 2336  | Parus      | 1996-071A | 20 dicembre | Kosmos-3M 11K65M | navigazione satellitare e telecomunicazioni satellitari militare |

## 1997
| Designazione | Nome       | NSSDC ID  | Data         | Lanciatore          | Funzione                                                         |
| ------------ | ---------- | --------- | ------------ | ------------------- | ---------------------------------------------------------------- |
| Cosmos 2337  | Strela-3   | 1997-006D | 14 febbraio  | Tsyklon-3 11K68     | satellite per telecomunicazioni militare                         |
| Cosmos 2338  | Strela-3   | 1997-006E | 14 febbraio  | Tsyklon-3 11K68     | satellite per telecomunicazioni militare                         |
| Cosmos 2339  | Strela-3   | 1997-006F | 14 febbraio  | Tsyklon-3 11K68     | satellite per telecomunicazioni militare                         |
| Cosmos 2340  | US-K       | 1997-015A | 9 aprile     | Molniya-M/2BL 8K78M | Missile early warning                                            |
| Cosmos 2341  | Parus      | 1997-017A | 17 aprile    | Kosmos-3M 11K65M    | navigazione satellitare e telecomunicazioni satellitari militare |
| Cosmos 2342  | US-K       | 1997-022A | 14 maggio    | Molniya-M/2BL 8K78M | Missile early warning                                            |
| Cosmos 2343  | Orlets-1   | 1997-024A | 15 maggio    | Soyuz-U 11A511U     | satellite da ricognizione                                        |
| Cosmos 2344  | Arkon-1    | 1997-028A | 6 giugno     | Proton-K/DM-5 8K72K | satellite da ricognizione                                        |
| Cosmos 2345  | US-KS      | 1997-041A | 14 agosto    | Proton-K/DM-2 8K72K | Missile early warning                                            |
| Cosmos 2346  | Parus      | 1997-052A | 23 settembre | Kosmos-3M 11K65M    | navigazione satellitare e telecomunicazioni satellitari militare |
| Cosmos 2347  | US-PU      | 1997-079A | 9 dicembre   | Tsyklon-2 11K69     | satellite da ricognizione radar                                  |
| Cosmos 2348  | Yantar-4K2 | 1997-080A | 15 dicembre  | Soyuz-U 11A511U     | satellite da ricognizione                                        |

## 1998
| Designazione | Nome         | NSSDC ID  | Data        | Lanciatore          | Funzione                                                         |
| ------------ | ------------ | --------- | ----------- | ------------------- | ---------------------------------------------------------------- |
| Cosmos 2349  | Yantar-1KFT  | 1998-009A | 17 febbraio | Soyuz-U 11A511U     | satellite da ricognizione                                        |
| Cosmos 2350  | US-KMO       | 1998-025A | 29 aprile   | Proton-K/DM-2 8K72K | Missile early warning                                            |
| Cosmos 2351  | US-K         | 1998-027A | 7 maggio    | Molniya-M/2BL 8K78M | Missile early warning                                            |
| Cosmos 2352  | Strela-3     | 1998-036A | 15 giugno   | Tsyklon-3 11K68     | satellite per telecomunicazioni militare                         |
| Cosmos 2353  | Strela-3     | 1998-036B | 15 giugno   | Tsyklon-3 11K68     | satellite per telecomunicazioni militare                         |
| Cosmos 2354  | Strela-3     | 1998-036C | 15 giugno   | Tsyklon-3 11K68     | satellite per telecomunicazioni militare                         |
| Cosmos 2355  | Strela-3     | 1998-036D | 15 giugno   | Tsyklon-3 11K68     | satellite per telecomunicazioni militare                         |
| Cosmos 2356  | Strela-3     | 1998-036E | 15 giugno   | Tsyklon-3 11K68     | satellite per telecomunicazioni militare                         |
| Cosmos 2357  | Strela-3     | 1998-036F | 15 giugno   | Tsyklon-3 11K68     | satellite per telecomunicazioni militare                         |
| Cosmos 2358  | Yantar-4K2   | 1998-038A | 24 giugno   | Soyuz-U 11A511U     | satellite da ricognizione                                        |
| Cosmos 2359  | Yantar-4KS1M | 1998-039A | 25 giugno   | Soyuz-U 11A511U     | satellite da ricognizione                                        |
| Cosmos 2360  | Tselina-2    | 1998-045A | 28 luglio   | Zenit-2 11K77       | satellite militare ELINT                                         |
| Cosmos 2361  | Parus        | 1998-076A | 24 dicembre | Kosmos-3M 11K65M    | navigazione satellitare e telecomunicazioni satellitari militare |
| Cosmos 2362  | GLONASS      | 1998-077A | 30 dicembre | Proton-K/DM-2 8K72K | Sistema satellitare globale di navigazione                       |
| Cosmos 2363  | GLONASS      | 1998-077B | 30 dicembre | Proton-K/DM-2 8K72K | Sistema satellitare globale di navigazione                       |
| Cosmos 2364  | GLONASS      | 1998-077C | 30 dicembre | Proton-K/DM-2 8K72K | Sistema satellitare globale di navigazione                       |

## 1999
| Designazione | Nome       | NSSDC ID  | Data        | Lanciatore          | Funzione                                                         |
| ------------ | ---------- | --------- | ----------- | ------------------- | ---------------------------------------------------------------- |
| Cosmos 2365  | Yantar-4K2 | 1999-044A | 18 agosto   | Soyuz-U 11A511U     | satellite da ricognizione                                        |
| Cosmos 2366  | Parus      | 1999-045A | 26 agosto   | Kosmos-3M 11K65M    | navigazione satellitare e telecomunicazioni satellitari militare |
| Cosmos 2367  | US-PU      | 1999-072A | 26 dicembre | Tsyklon-2 11K69     | satellite da ricognizione radar                                  |
| Cosmos 2368  | US-K       | 1999-073A | 27 dicembre | Molniya-M/2BL 8K78M | Missile early warning                                            |

## 2000
| Designazione | Nome         | NSSDC ID  | Data         | Lanciatore          | Funzione                                   |
| ------------ | ------------ | --------- | ------------ | ------------------- | ------------------------------------------ |
| Cosmos 2369  | Tselina-2    | 2000-006A | 3 febbraio   | Zenit-2 11K77       | satellite militare ELINT                   |
| Cosmos 2370  | Yantar-4KS1M | 2000-023A | 3 maggio     | Soyuz-U 11A511U     | satellite da ricognizione                  |
| Cosmos 2371  | Potok        | 2000-036A | 4 luglio     | Proton-K/DM-2 8K72K | satellite per telecomunicazioni militare   |
| Cosmos 2372  | Orlets-2     | 2000-056A | 25 settembre | Zenit-2 11K77       | satellite da ricognizione                  |
| Cosmos 2373  | Yantar-1KFT  | 2000-058A | 29 settembre | Soyuz-U 11A511U     | satellite da ricognizione                  |
| Cosmos 2374  | GLONASS      | 2000-063C | 13 ottobre   | Proton-K/DM-2 8K72K | Sistema satellitare globale di navigazione |
| Cosmos 2375  | GLONASS      | 2000-063A | 13 ottobre   | Proton-K/DM-2 8K72K | Sistema satellitare globale di navigazione |
| Cosmos 2376  | GLONASS      | 2000-063B | 13 ottobre   | Proton-K/DM-2 8K72K | Sistema satellitare globale di navigazione |